# Sokoły (powiat wysokomazowiecki)

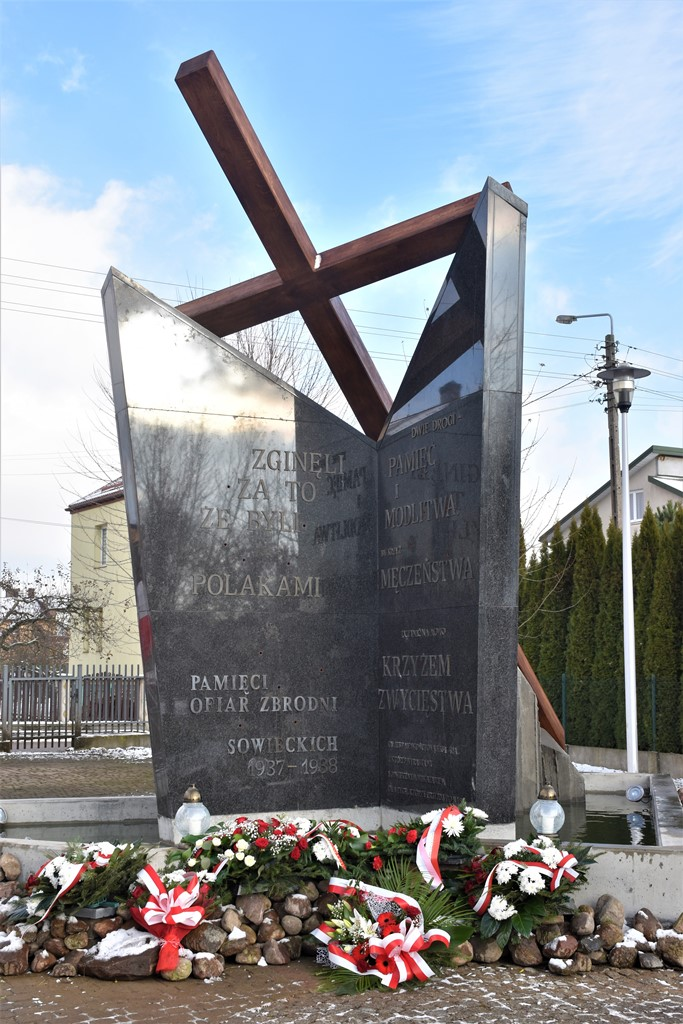
Pomnik ofiar operacji polskiej NKWD w Sokołach

Sokoły – wieś w Polsce położona w województwie podlaskim, w powiecie wysokomazowieckim, w gminie Sokoły. Siedziba gminy Sokoły. Dawniej miasto, Prawa miejskie w latach 1827–1867 i 1915–1950. W latach 1975–1998 miejscowość należała administracyjnie do województwa łomżyńskiego.

## Historia
Sokoły zostały założone w XIV wieku przez braci Sokołów, protoplastów rodu Sokołowskich herbu Gozdawa. Pierwsze wzmianki pisane dotyczące miejscowości pochodzą z roku 1446.
W 1471 r. czterech braci Sokołowskich h. Gozdawa dziedziców z Sokół i Kruszewa oraz Jan Kruszewski z Kruszewa ufundowali kościół w akcie erekcyjnym zapisując „1471 in Sokoły. Stanislaus Sokół, Joannes Kruszewski, Martinus, Stanislaus et Andreas filii Marci cum fratribus haeredes de Sokoły et Kruszewo, ecclesiam in bonis suis haereditariis Sokoły dictis erexerunt et fundaverunt”.
W 1659 miejscowość otrzymała przywilej organizowania targów, które trwają do dziś. W 1676 r. do Sokołowskich h. Lilia, czyli Gozdawa należała połowa osady, pozostała część była własnością Kruszewskich herbu Abdank z Kruszewa oraz kościoła.
W końcu XVIII wieku połowa Sokół była własnością kościelną, a druga część należała do Marianny z Kruszewskich Markowskiej. Dzięki jej zabiegom Sokoły w 1827 r. podniesiono do rangi miasta „Postanowieniem rady administracyjnej Królestwa z dnia 10 maja 1827 roku, wskutek prośby Marianny z Kruszewskich Markowskiej dziedziczki Sokół, z osady wiejskiej, do rzędu miasta wyniesione zostało”. W tym czasie odbywało się tu od 5 do 9 jarmarków rocznie.
W roku 1858 miejscowość liczyła 83 domy (3 murowane), 1518 mieszkańców (w tym 1380 Żydów).

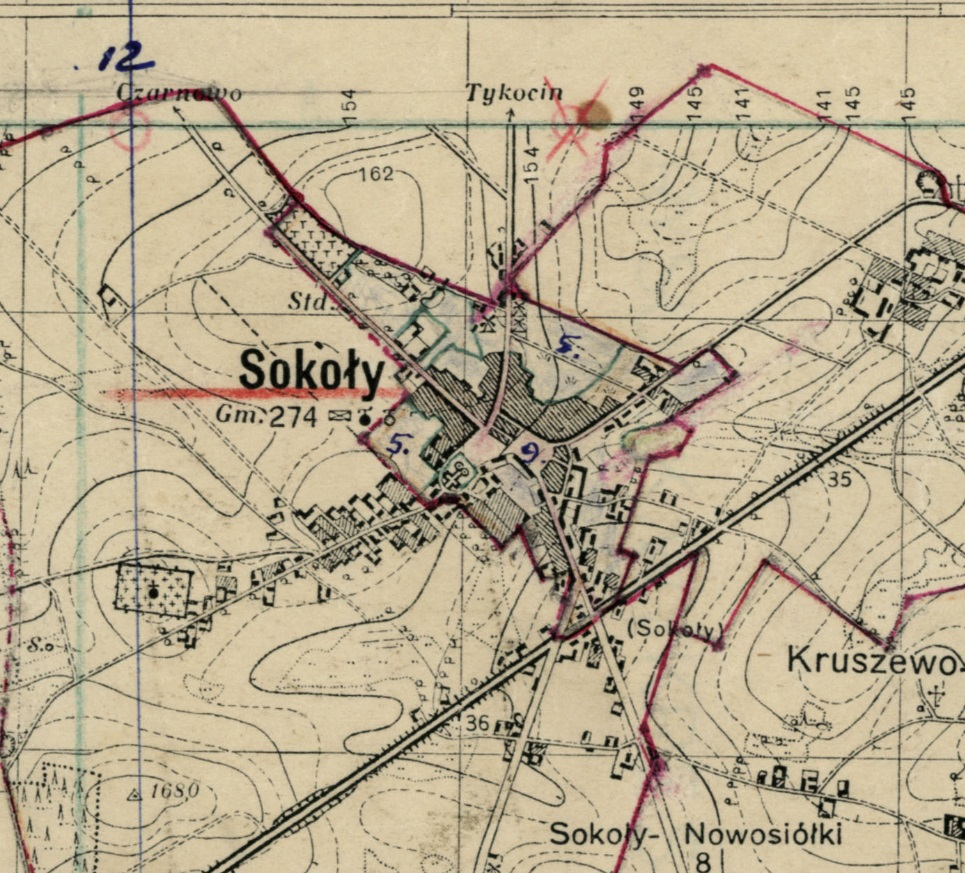
Sokoły na mapie w 1935 r.

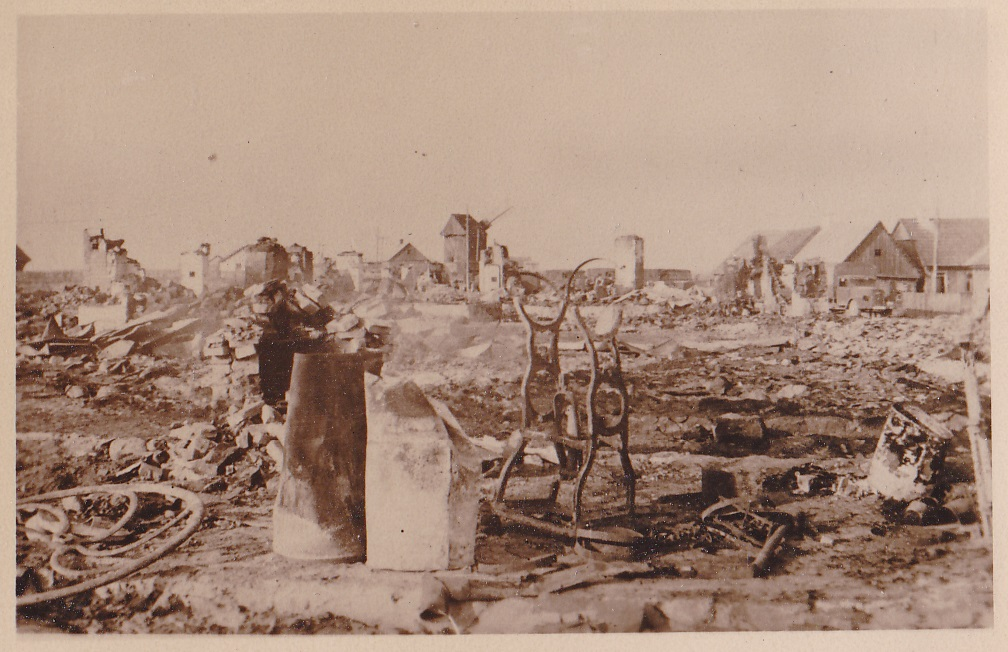
Ruiny miasta – II wojna światowa

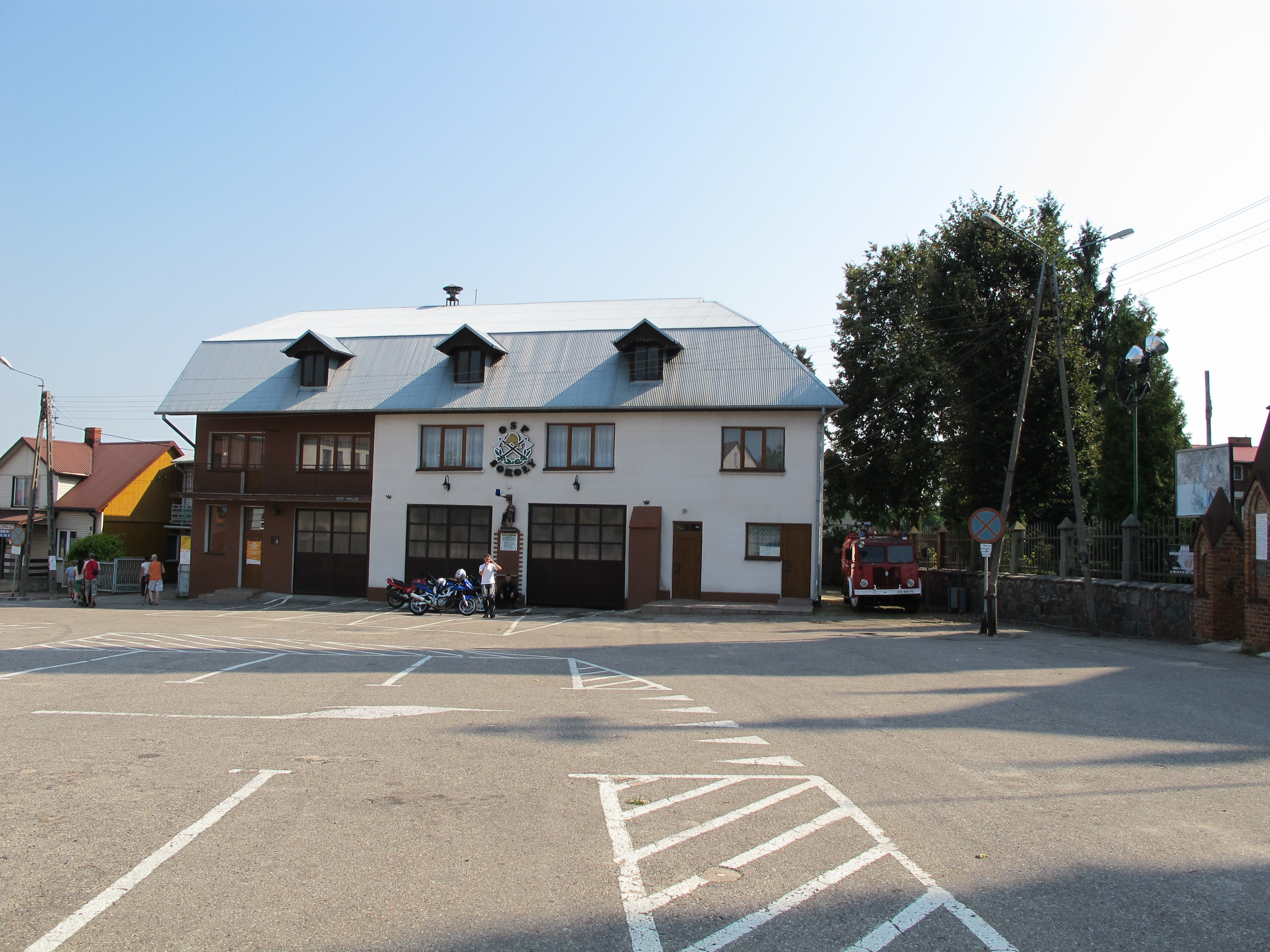
Budynek miejscowej straży pożarnej

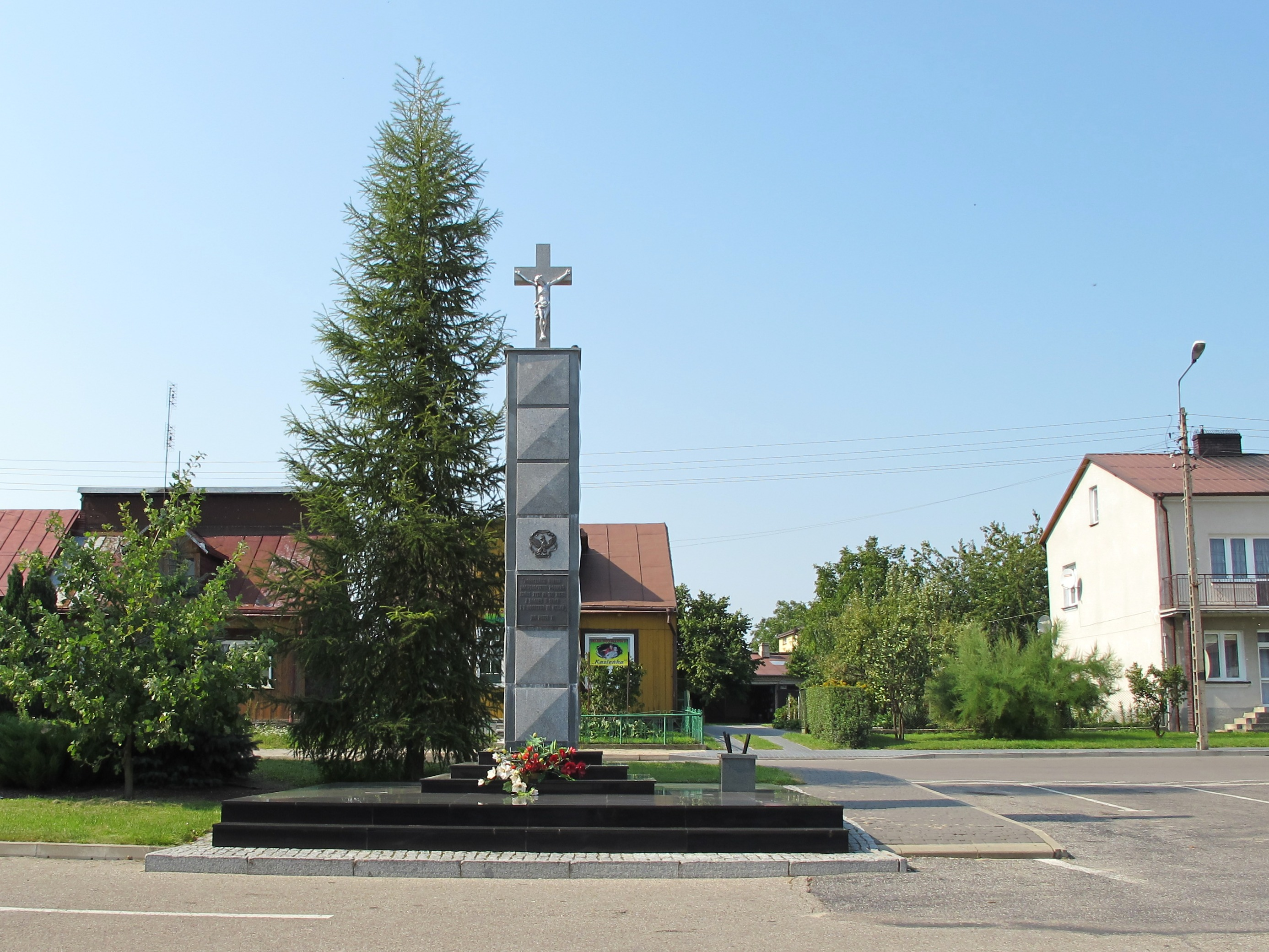
Pomnik na placu Mickiewicza w Sokołach

W przygotowaniach do powstania styczniowego uczestniczył wikary ks. Stanisław Jamiołkowski oraz Walenty Dworakowski, który zajął się m.in. werbowaniem ochotników. 23 I 1863 r. oddział partyzancki złożony z drobnej szlachty, pod dowództwem geometry Leopolda Chrzanowskiego, wdał się w utarczkę zbrojną z kompania rosyjską i chwilowo zajął Sokoły. Po powstaniu miejscowość została pozbawiona praw miejskich.
Pod koniec XIX w. osada należała do powiatu mazowieckiego. W miejscowości znajdowały się m.in.: kościół drewniany, synagoga, szkoła początkowa, przytułek dla ubogich, urząd gminny, 4 wiatraki; liczyła 94 domy i 1909 mieszkańców; powierzchnia użytków rolnych wynosiła 496 morgów.
27 XI 1893 r. zbudowano w pobliżu Kolej Nadnarwiańską prowadzącą z Łap do Ostrołęki. W tym samym roku otwarto szosę Zambrów – Wysokie Mazowieckie – Sokoły – Białystok, wchodzące obecnie w skład drogi krajowej nr 66 oraz drogi wojewódzkiej nr 678.
Instytucje użyteczności publicznej działające w Sokołach w okresie gubernialnym:
- Ochotnicza Straż Pożarna założona w roku 1898
- dwie biblioteki publiczne (przy urzędzie gminnym i przy herbaciarni)
- oddział pocztowy, którego naczelnikiem w 1906 r. był Paweł Tkaczuk
- kasa oszczędnościowo-pożyczkowa

Oprócz nauczycieli, urzędników, księży, inteligencję sokolską tworzyli na przełomie XIX i XX w. także wolnopraktykujący: lekarz i felczer Icek Szwajcar (1904) oraz farmaceuta (w 1904 r. – Henryk Kulesza).
Po odzyskaniu niepodległości przez Polskę w 1919 r. przywrócono Sokołom prawa miejskie. Polacy trudniący się głównie rolnictwem, stanowili 30% mieszkańców. Żydzi pracowali w drobnym handlu, rzemiośle i usługach. W mieście znajdowały się w tym czasie urząd gminy, kościół, mleczarnia, piekarnia, młyny, wytwórnia kafli oraz dwie synagogi. Jedna była drewniana, druga, wybudowana staraniem Lejby Guldyna była murowana. Obie obecnie nie istnieją. Funkcjonowała filia Stowarzyszenia Rolniczo-Handlowego z Wysokiego Mazowieckiego. Istniały połączenia autobusowe z Wysokiem Mazowieckiem, Tykocinem i Białymstokiem (1 kurs). Wśród ludności w wieku powyżej 10 lat, w roku 1921 było ponad 50% analfabetów.
Po wybuchu II Wojny światowej Niemcy zajęli Sokoły 10 września 1939 r. Spalili 8 domów i 16 budynków gospodarczych. Zabito kilkanaście osób, głównie Żydów. Wkrótce jednak na mocy tzw. drugiego paktu Ribbentrop-Mołotow wojska niemieckie wycofały się, pozwalając wkroczyć Armii Czerwonej, i do ataku Niemiec na ZSRR (22 czerwca 1941 r.) miejscowość znajdowała się pod administracją sowiecką. W latach 1941–1942 Żydzi mieszkali w utworzonym dla nich otwartym getcie. 1 listopada 1942 r. ludność żydowską wywieziono do getta w Białymstoku, skąd trafiła do obozu zagłady w Treblince. Zginęło tam co najmniej 900 żydowskich mieszkańców Sokół.
Po wojnie, w dniu 17 lutego 1945 r. w Sokołach doszło do tragedii. Polskie zbrojne podziemie wtargnęło do mieszkania, w którym miejscowi Żydzi świętowali powrót ich bliskich z obozów koncentracyjnych, a po wtargnięciu zaczęło do nich strzelać. Zamordowali 7 osób, w tym czteroletnie dziecko i 2 osoby, które przeżyły holokaust i na których cześć wydane było przyjęcie. Liczba ofiar mogła być większa gdyby nie fakt, że Polakowi, który strzelał, zacięła się broń. Tragedię tę upamiętnia tablica informacyjna znajdująca się w Muzeum Historii Polskich Żydów w Warszawie.
W latach 1954–1972 miejscowość wchodziła w skład Gromady Sokoły.
8 grudnia 2022 roku w związku z 85. rocznicą tak zwanej „operacji antypolskiej” NKWD, przeprowadzonej przez Sowietów w latach 1937–1938, odsłonięto pierwszy w Polsce pomnik ofiar tej zbrodni. Monument stanął na placu przy Centrum Kulturalno-Bibliotecznym w Sokołach.

### Historia szkolnictwa
W okresie gubernialnym w Sokołach funkcjonowała szkoła jednoklasowa. Przed rokiem 1830 posiadała własny drewniany budynek przeznaczony dla 48 uczniów. W 1898 r. w zrujnowanym już budynku uczyło się 94 uczniów, w wieku 6–16 lat. Szkoła posiadała około 60 arów ziemi uprawnej, ogród i sad.
W 1903 r. zbudowano nowy, drewniany budynek kosztem 5 tys. rubli. Jeden nauczyciel uczył wszystkich przedmiotów. Otrzymywał wynagrodzenie w wysokości 270 rubli rocznie. Nauczyciele: Stanisław Pogorzelski (1871–1876), Antoni Kwiesielewicz (1886–1907), Stanisław Kruszewski (1878), Michał Ostrowski (1907–1910), Franciszek Urbajtis (1910–1914).
W II Rzeczypospolitej w mieście funkcjonowała 7-klasowa szkoła powszechna. Niektórzy nauczyciele: Zofia Perkówna (1928), Zofia Kłoskówna, Zofia Zappowa (1929), Sura Czerwońcowa (przed 1931), Józefa Perkowska (1934), Bronisław Bogacewicz – kierownik (1932–1934, 1941), Leonia Grzywa, Raila Modlińska, Antoni Modliński, Janina Olczak, Aniela Rogińska, Irmina Skalimowska, Stanisław Węgłowski (1941).

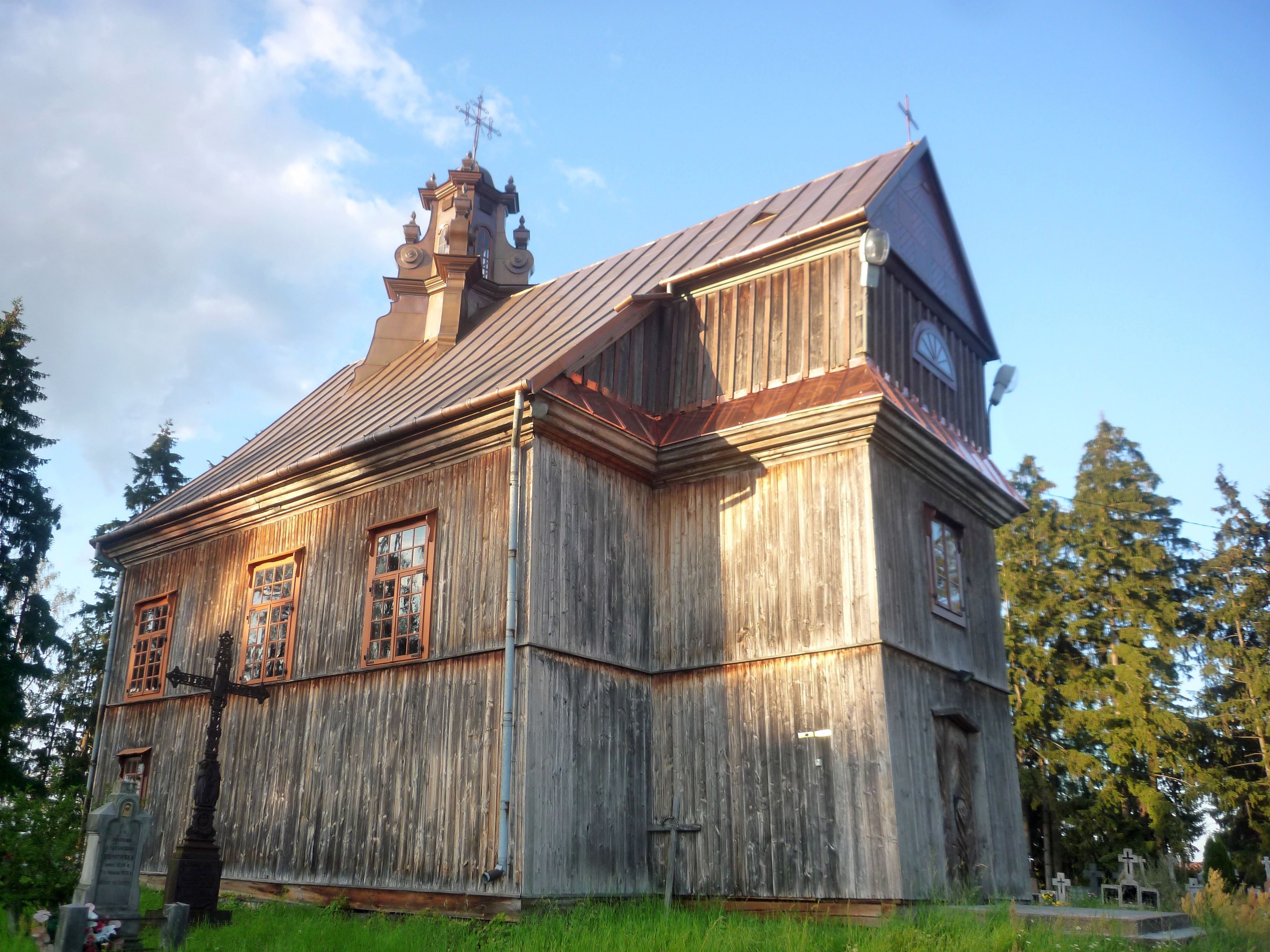
Kościół Podwyższenia Krzyża Świętego w Sokołach

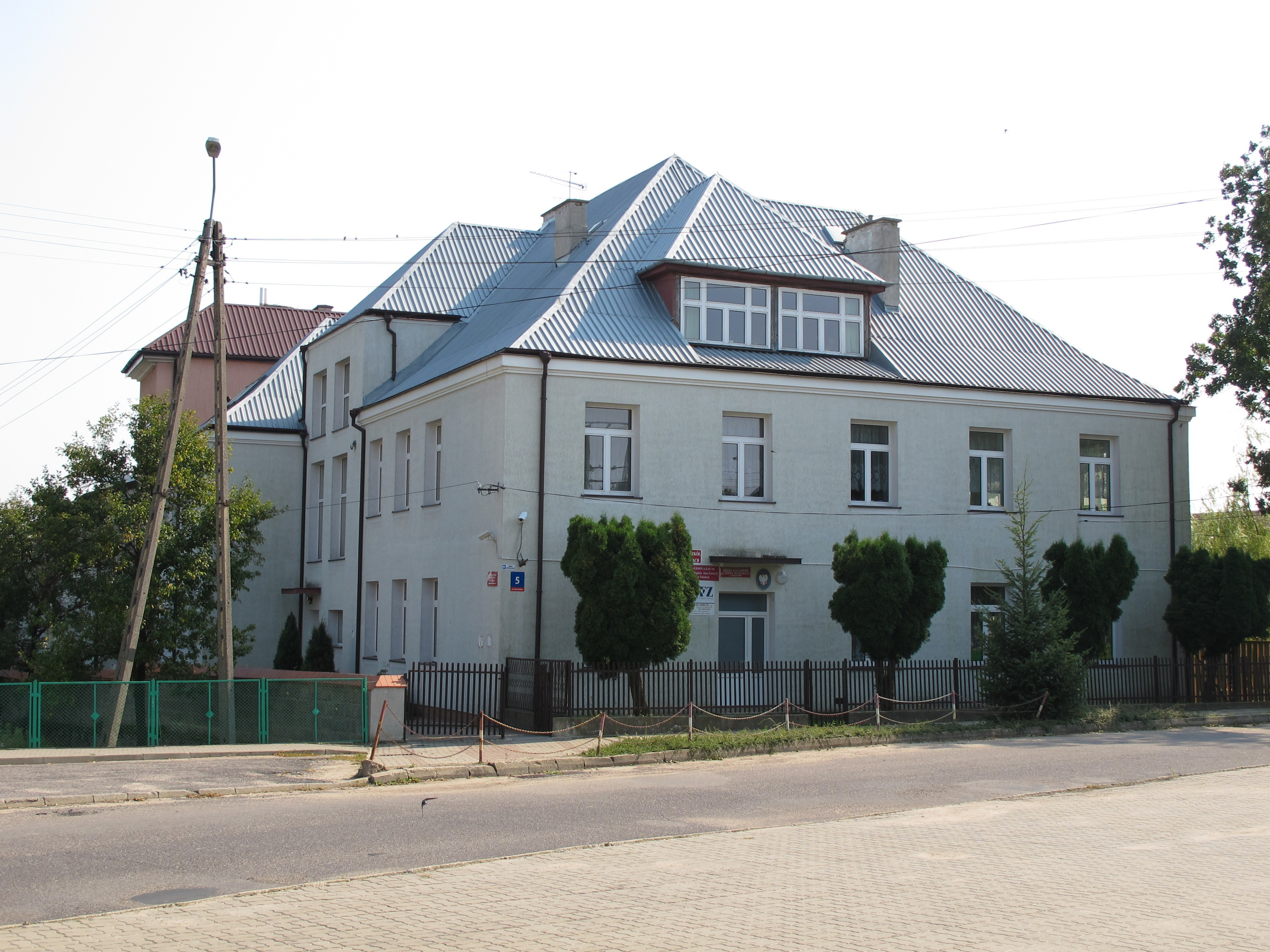
Budynek szkoły podstawowej oraz gimnazjum w Sokołach

Istniały tu również szkoły żydowskie:
- 7-oddziałowa szkoła z 216 uczniami w roku 1922
- szkoła 4-oddziałowa miała w 1923 r. – 164 uczniów, w 1924 r. – 196, w 1925 – 225 uczniów
- szkoła 8-oddziałowa liczyła w 1924 roku 95 uczniów[3]

## Żydzi w Sokołach
Pierwsi Żydzi osiedlili się w Sokołach najprawdopodobniej w XVI w. W 1765 r. było ich 165. Dane z lat 1816–1817 potwierdzają istnienie tu gminy żydowskiej i kahału. Na początku XIX w. Żydzi posiadali drewnianą bożnicę, cmentarz grzebalny i drewnianą mykwę. W 1867 r. rabinem w Sokołach był Lejbko Bursztyn, a w latach 1869–1902 Jankiel Goldsztejn. Pod koniec XIX w. było w Sokołach 8 oficjalnych i kilka nielegalnych chederów.
Dochody okręgu bożniczego w Sokołach w 1899 r. pochodziły głównie z: dzierżawy łaźni, koszerni, czytania rodału, z ławek bożniczych, procentu od kapitału, opłat za posługi religijne, ofiar i dobrowolnych składek.
W 1911 r. na 4125 mieszkańców Sokół aż 3679 było Żydami. Lata poprzedzające wybuch I wojny światowej spowodowały liczny wyjazd rodzin, w tym nierzadko do Palestyny. Spis ludności z 1921 r. wykazał, że na 2207 mieszkańców 1558 było Żydami.
W okresie międzywojennym miały tu miejsca, inspirowane przez zwolenników endecji, akcje bojkotu handlu żydowskiego, połączone z demonstracją siły.

## Zabytki
- Bazylika Mniejsza pw. Wniebowzięcia NMP neogotycka, zbudowana w latach 1906–1912
- Lamus (spichlerz) plebański, murowany z ok. 1830 r.
- Kościół cmentarny Podwyższenia Krzyża Świętego z roku 1758, dawna barokowa cerkiew unicka (greckokatolicka) bazylianów, drewniany, przeniesiony z Tykocina w 1833 r.
- Dzwonnica drewniana z 1835 r.
- Cmentarz rzymskokatolicki z XVIII – XIX w.
- Ogrodzenie z bramą, 1867 r.[13]
- Cmentarz żydowski
- Budynek inwentarski przy plebanii, murowany koniec XIX w.
- Młyn motorowy elektryczny, murowany z ok. 1930 r. ul. Tykocińska
- Budynek Szkoły Podstawowej, murowany 1934–1935 r. ul. Kościelna
- Układ przestrzenny miasta historycznego
- Nagrobek cmentarny Marianny z Kruszewskich Markowskiej, odlew żeliwny z 1857 r.
- Nagrobek cmentarny Onufrego Sokołowskiego, późnoklasycystyczny z piaskowca z 1855 r.
- Krzyż przydrożny z 1904 r. ul. Wygoda[14].
- Grób Karola Glogera z 1875 r. oficera wojsk polskich w czasie powstania listopadowego, stryja Zygmunta Glogera, etnografa i krajoznawcy[15]

## Demografia
Wykres liczby ludności Sokół od 1807 roku:
Źródła:.

## Transport
Sokoły położone są przy drodze wojewódzkiej nr 678 (Wysokie Mazowieckie – Białystok) i nr 671 (Sokoły – Jeżewo Stare – Tykocin – Knyszyn – Korycin – Sokolany). Droga krajowa nr 8 oddalona o 16 km.
Najbliższe dworce kolejowe przy linii kolejowej Białystok – Warszawa znajdują się w Szepietowie i w Łapach. Nieopodal Sokołów, w Kruszewie-Brodowie mieści się stacja Sokoły na linii kolejowej Ostrołęka – Łapy.